# Ballari (Distrikt)
Der Distrikt Ballari (zuvor Bellary; Kannada: ಬಳ್ಳರಿ ಜಿಲ್ಲೆ) ist ein Distrikt des indischen Bundesstaates Karnataka. Verwaltungssitz ist die namensgebende Stadt Ballari (Bellary).

## Geografie

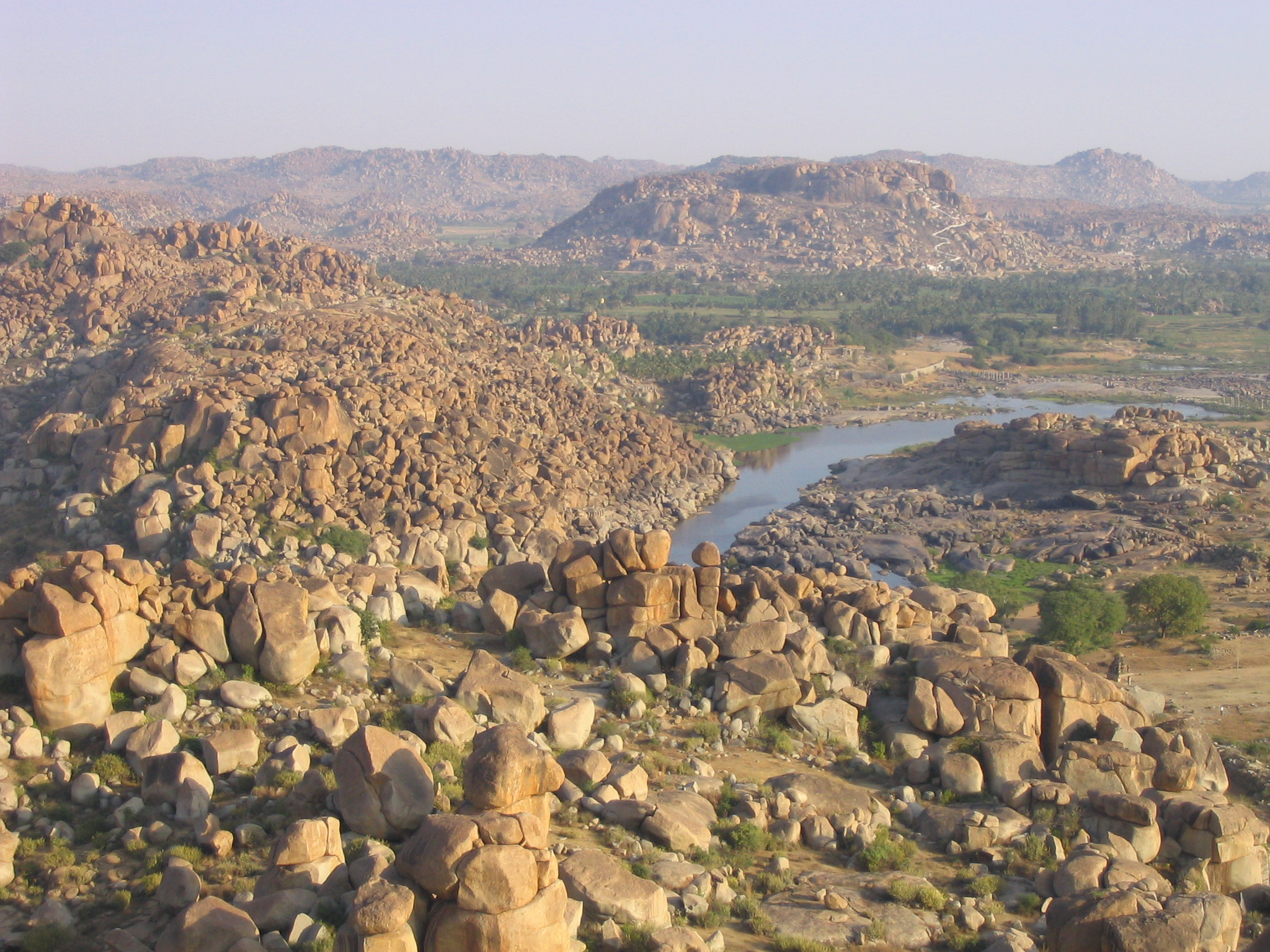
Felslandschaft am Tungabhadra-Fluss in Hampi

Der Distrikt Ballari liegt im östlichen Zentral-Karnataka an der Grenze zum Nachbarbundesstaat Andhra Pradesh. Nachbardistrikte sind Chitradurga und Davanagere im Süden, Haveri im Westen, Gadag im Nordwesten, Koppal im Norden, Raichur im Nordosten (alle Karnataka) sowie in Andhra Pradesh Kurnool im Osten und Anantapur im Südosten.
Die Fläche des Distrikts Ballari beträgt 8411 Quadratkilometer. Das Distriktgebiet gehört zum Dekkan-Plateau und liegt auf einer Höhe von durchschnittlich 400–600 Metern über dem Meeresspiegel. Das Terrain stellt sich als Hochebene dar, aus der sich vereinzelt schroffe Felsformationen erheben. Bei Sandur verläuft eine bis zu 1100 Meter hohe Bergkette quer durch das Distriktgebiet und teilt den Distrikt Ballari in einen westlichen und östlichen Teil. Im Norden bildet der Tungabhadra, einer der größten Flüsse Karnatakas, die Grenze des Distrikts. Westlich von Hosapete ist der Fluss zum Tungabhadra-Stausee aufgestaut. Im Osten durchfließt der Tungabhadra-Zufluss Hagari den Distrikt und stellt streckenweise die Grenze zu Andhra Pradesh dar.
Der Distrikt Ballari ist in die sieben Taluks Hadagalli, Hagaribommanahalli, Kudligi, Hosapete, Sandur, Ballari und Siruguppa unterteilt.

## Geschichte

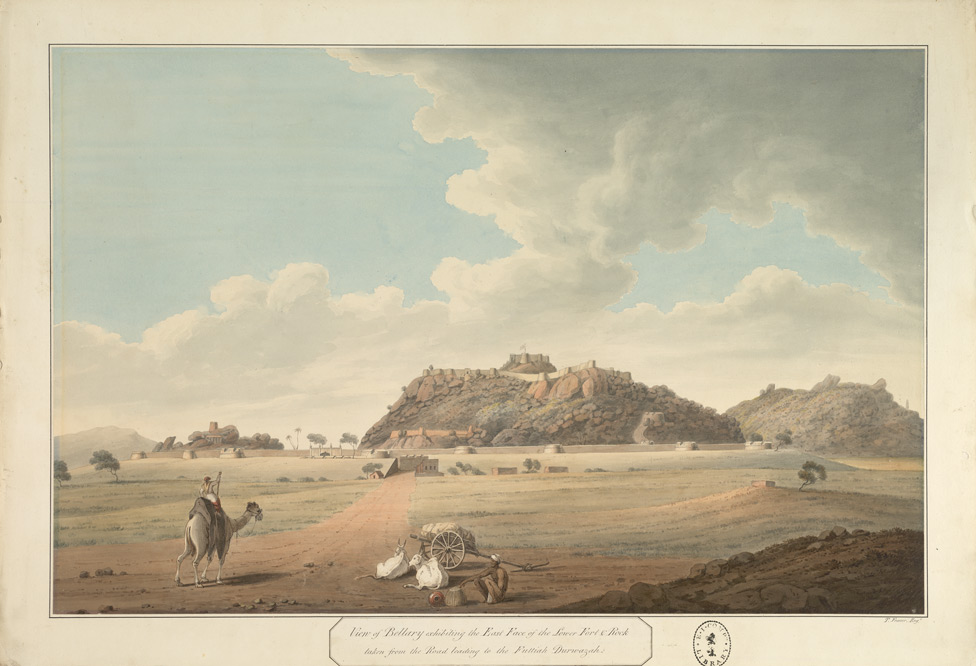
Historische Ansicht des Forts Ballari (Thomas Fraser, 1802)

Der heutige Distrikt Ballari war vom 14. bis 16. Jahrhundert das Kernland des Vijayanagar-Reiches, das über weite Teile Südindeins herrschte und als das letzte große Hindu-Königreich gilt. Die gleichnamige Hauptstadt Vijayanagar, das heutige Hampi, wurde 1336 gegründet. Nachdem das Vijayanagar-Reich 1565 nach der Niederlage gegen die Dekkan-Sultanate untergegangen war, stand das Gebiet des heutigen Distrikts unter der Kontrolle lokaler Machthaber, die dem Sultanat Bijapur tributpflichtig waren. Ende des 18. Jahrhunderts eroberte Hyder Ali von Mysore Ballari, sein Sohn Tipu Sultan trat das Gebiet aber 1792 an Hyderabad ab. Der Nizam von Hyderabad überließ Ballari seinerseits im Jahr 1800 den Briten.
Die Briten gliederten das Gebiet in die Präsidentschaft Madras ein und gründeten den Distrikt Bellary. Dieser schloss bis 1882 auch den heutigen Distrikt Anantapur mit ein. Innerhalb des Distrikts Bellary lag der kleine Fürstenstaat Sandur, der nominell seine Unabhängigkeit behalten durfte. Nach der indischen Unabhängigkeit schloss sich Sandur 1949 Indien an und wurde in den Distrikt Bellary eingegliedert. 1953 entstand aus dem telugusprachigen Nordteil des Bundesstaates Madras der neue Bundesstaat Andhra. Der Distrikt Bellary wurde dabei geteilt: Der östliche Teil, in dem Telugu die vorherrschende Sprache war, wurde dem Distrikt Kurnool zugeschlagen und kam an Andhra. Der verbliebene Distrikt wurde dagegen wegen seiner überwiegend Kannada sprechenden Bevölkerung an den Bundesstaat Mysore angeschlossen, der 1956 neuformiert wurde und seit 1973 den Namen Karnataka trägt. 2014 wurde der Distrikt in Ballari umbenannt.

## Bevölkerung

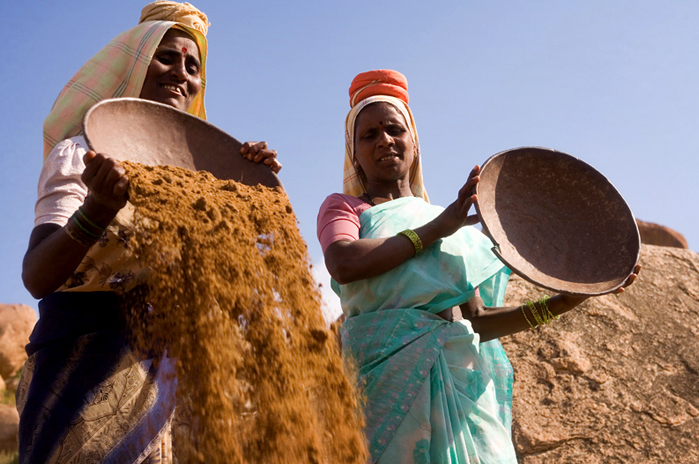
Bauarbeiterinnen in Hampi

Nach der indischen Volkszählung 2011 hat der Distrikt Ballari 2.532.383 Einwohner. Die Bevölkerungsentwicklung ist stark ansteigend: Zwischen 2001 und 2011 wuchs die Einwohnerzahl um 24,9 Prozent an. Die Wachstumsrate liegt deutlich über dem Durchschnitt Karnatakas (15,7 Prozent) und wird nur vom Distrikt Bengaluru Urban übertroffen. Die Bevölkerungsdichte des Distrikts Ballari liegt mit 300 Einwohnern pro Quadratkilometer nur wenig unter dem Durchschnitt des Bundesstaates (319 Einwohner pro Quadratkilometer). Auch der Anteil der Stadtbevölkerung entspricht mit 36,3 Prozent dem Mittelwert Karnatakas (38,6 Prozent). Die Alphabetisierungsquote liegt mit 67,9 Prozent dagegen deutlich unter dem Mittelwert des Bundesstaates (76,1 Prozent).
Unter den Einwohnern des Distrikts Ballari stellen Hindus nach der Volkszählung 2001 mit 85,8 Prozent die Mehrheit. Daneben gibt es eine muslimische Minderheit von 12,7 Prozent. Die Volkszählung 2001 klassifiziert 18,0 Prozent der Distriktbevölkerung als Angehörige der Stammesbevölkerung (vgl. Adivasi). Dabei handelt es sich fast ausschließlich um Angehörige der Naikda.
Neben Kannada, der Hauptsprache Karnatakas, sind im Distrikt Ballari Urdu, das wie in den meisten Teilen des Bundesstaates von der Mehrheit der Muslime gesprochen wird, und Telugu, die Sprache des Nachbarbundesstaates Andhra Pradesh, verbreitet. Das Urdu besitzt in den Taluks Ballari und Hosapete des Distrikts Ballari aufgrund des hohen Bevölkerungsanteils seiner Sprecher den Status einer beigeordneten Amtssprache.

## Sehenswürdigkeiten

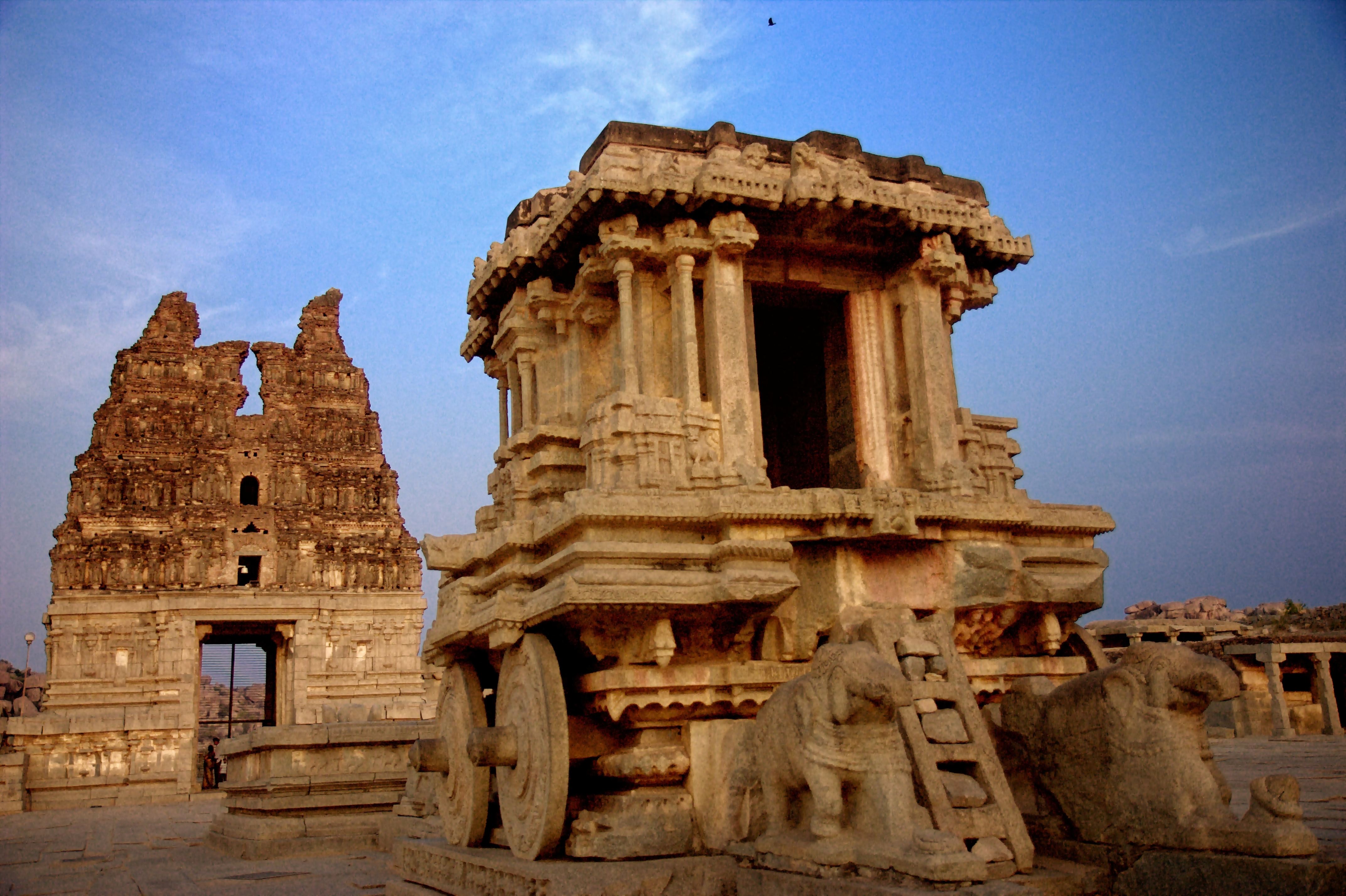
Ruinen des Vithala-Tempels in Hampi

Mit Hampi befindet sich im Distrikt Ballari eine der kulturgeschichtlich wichtigsten Stätten und größten touristischen Attraktionen Karnatakas. Hampi, heute ein kleines Dorf, war vom 14. bis 16. Jahrhundert unter dem Namen Vijayanagar die Hauptstadt des gleichnamigen Großreiches. Die Ruinen der einstigen Stadt sind über ein weites Gebiet im felsigen Terrain beiderseits des Tungabhadra-Flusses verstreut. Der große Virupaksha-Tempel im Ortskern wird noch genutzt, mehrere andere monumentale Tempelbauten wie der Vithala-Tempel oder der Achutaraya-Tempel, die Palastanlagen und weitere Bauten existieren dagegen nur noch als Ruinen. Seit 1986 gehört Hampi zum Weltkulturerbe der UNESCO. Hampi hat sich zu einem wichtigen touristischen Reiseziel entwickelt und gehört vor allem für Rucksackreisende zu den größten Attraktionen Südindiens. Daneben ist Hampi ein Ziel für zahlreiche Hindu-Pilger.

## Wirtschaft
Der wichtigste Erwerbszweig im Distrikt Ballari ist die Landwirtschaft, die nach der Volkszählung 2001 zwei Drittel der erwerbstätigen Bevölkerung beschäftigt. Das Gebiet des Distrikts ist niederschlagsarm, durch Bewässerungsprojekte konnte seit dem Bau des Tungabhadra-Staudamms aber der landwirtschaftliche Ertrag gesteigert werden. Hauptanbauprodukte sind Baumwolle, Sorghum, Erdnüsse, Reis, Sonnenblumen und Getreide.
Der Distrikt Ballari ist reich an Mineralvorkommen. Gefördert wird hauptsächlich Eisenerz gefördert, daneben geringere Mengen an Manganerz. Seit der Jahrtausendwende hat Ballari durch die steigenden Rohstoffpreise einen unkontrollierten Bergbau-Boom erlebt, was zu enormen Umweltproblemen geführt hat. Es wird geschätzt, dass rund 90 Prozent der Bergbauaktivitäten im Distrikt Ballari illegal stattfinden.

## Städte
| Stadt             | Einwohner (2001) |
| ----------------- | ---------------- |
| Ballari           | 317.000          |
| Donimalai         | 6.555            |
| Hoovina Hadagalli | 23.404           |
| Hosapete          | 163.284          |
| Kamalapuram       | 21.811           |
| Kampli            | 35.386           |
| Kotturu           | 22.667           |
| Kudligi           | 21.855           |
| Sandur            | 27.601           |
| Siruguppa         | 42.862           |
| Tekkalakota       | 23.578           |